# Sunshine City

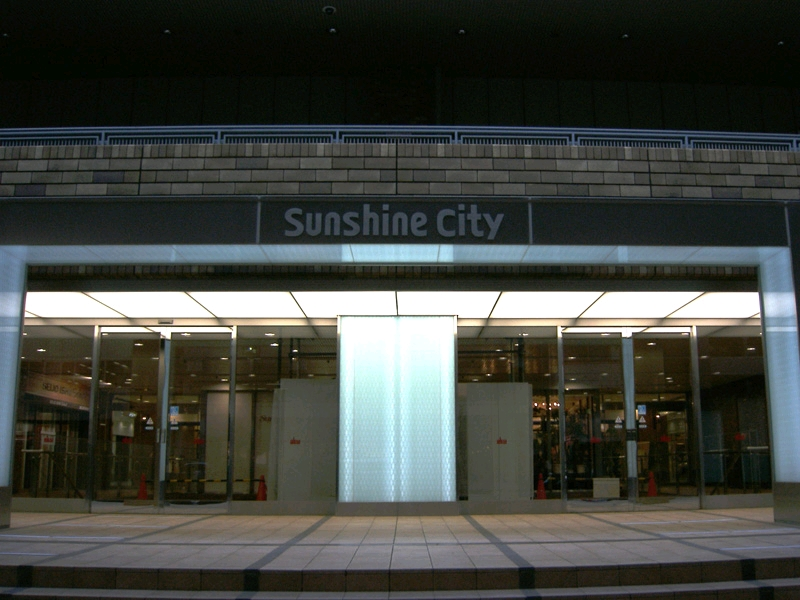
Вход в одно из зданий комплекса

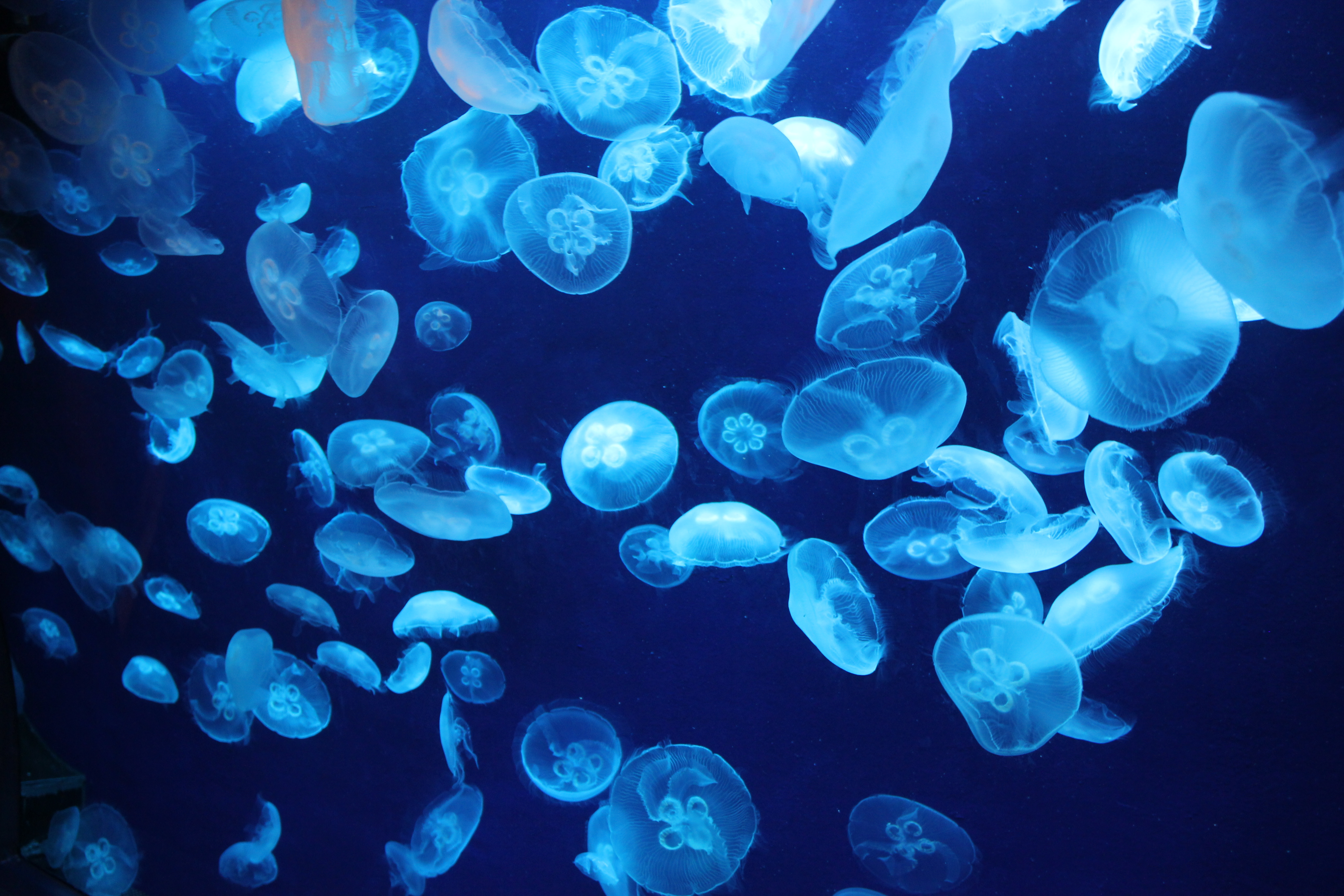
Медузы в аквариуме Sunshine City

Sunshine City (яп. サンシャインシティ) — комплекс зданий в восточной части квартала Икэбукуро района Тосима, Токио. Состоит из четырёх сооружений и расположен на территории, которую некогда занимала тюрьма Сугамо.
Комплекс, открытый в 1978 году, включает в себя 240-метровый небоскрёб Sunshine 60 со смотровой площадкой, музей Древнего Востока, аквариум и планетарий. Также поблизости находятся отель, парк, конференц-центр, театр, и торговый центр.
С момента открытия комплекса в Токио начали появляться другие смотровые площадки, такие как в Роппонги, и правительственные офисы.